# Line Marie Gulliksen
Line Marie Gulliksen, née le 4 juillet 1990 à Oslo, est une coureuse cycliste norvégienne. Elle est notamment championne de Norvège du contre-la-montre en 2018.

## Biographie
Passée par les clubs Bærum OCK et Hasle-Løren IL, Line Marie Gulliksen est recrutée en août 2017 par l'équipe UCI norvégienne  Hitec Products. En 2018, elle remporte le championnat de Norvège du contre-la-montre.
L'équipe Hitec Products ayant rencontré des problèmes financiers au cours de l'année 2018, elle préfère rejoindre en 2019 l'équipe luxembourgeoise Andy Schleck Women Cycling Project,.

## Palmarès
- 2018
  -  Championne de Norvège du contre-la-montre
- 2019
  - 3e du championnat de Norvège du contre-la-montre

### Classements mondiaux
| Année                                 | 2016 | 2017 | 2018 | 2019 | 2020 | 2021 |
| ------------------------------------- | ---- | ---- | ---- | ---- | ---- | ---- |
| Classement UCI                        | 553e | 633e | 222e | 670e | 365e | 955e |
| UCI World Tour                        | 146e | 195e | 272e | nc   | nc   | nc   |
|                                       |      |      |      |      |      |      |
| Légende : nc = non classéSource : UCI |      |      |      |      |      |      |